# ATV (Turquia)
ATV (estilizado como atv) é um canal de televisão nacional na Turquia que começou a transmitir em setembro de 1993. ATV é um acrônimo da Actual Television (Aktüel Televizyonu). Em agosto de 2013, a ATV é o 5º canal mais popular da Turquia, com uma quota de 6,71% do mercado.
ATV foi fundada por Dinç Bilgin, que é o proprietário original do canal. O canal mudou sua propriedade para Ciner Medya Grubu em 2002 e Tasarruf Mevduatı Sigorta Fonu em 2007. ATV era de propriedade do Turkuvaz Media Group da Çalık Holding, mas em 2013, a propriedade mudou novamente para o Kalyon Group.